# قسم شيرنغ الريفي (مقاطعة علي أباد)
قسم شیرنغ الریفي (بالفارسية: دهستان شیرنگ) هي قسم تقع في إيران في ناحية كمالان. يقدر عدد سكانها بـ 12,339 نسمة .